# Henderson (Kentucky)
Henderson é uma cidade localizada no estado americano de Kentucky, no Condado de Henderson.

## Demografia
Segundo o censo americano de 2000, a sua população era de 27.373 habitantes.
Em 2006, foi estimada uma população de 27.915, um aumento de 542 (2.0%).

## Geografia
De acordo com o United States Census Bureau tem uma área de
44,3 km², dos quais 38,8 km² cobertos por terra e 5,5 km² cobertos por água. Henderson localiza-se a aproximadamente 115 m acima do nível do mar.

## Localidades na vizinhança
O diagrama seguinte representa as localidades num raio de 24 km ao redor de Henderson.